# 市川渚
市川 渚（いちかわ なぎさ、1984年7月26日 - ）は、日本の元読者モデルで、クリエイティブ・コンサルタント。元京都精華大学講師、元ウェブマガジン『DiFa』創刊編集長。NAGISA COSMETICとして中田ヤスタカプロデュースによりCDデビューもしている。

## 来歴
幼い頃から叔父や家族の影響でデジタルへの関心が高く、まだインターネットの環境が良くない従量課金制だった中学1、2年の頃から、自分のウェブサイトを制作したり、アーティストのファンサイトを制作し運営していた。しかし、インターネットやウェブを仕事にしようとは思わず、当時はファッションデザイナーになりたかったことから、進路はファッションを選択する。文化服装学院出身の母親が洋服を作るところを幼い頃から見ていたことや、インターネットで調べているうちにファッションに大きな関心を持つようになり、高校時代に出会った先生からの影響によってコム・デ・ギャルソン等のハイファッションに傾倒したという。また、この頃から読者モデルとして活動を開始する。
高校卒業後、文化服装学院でファッションデザインを学んだものの、卒業を半年後に控えた3年の夏で中退。セレクトショップの販売とPRの仕事をした後、友人のブランドの手伝いをしていた時に、クリスチャン・ディオールのPRアシスタントとして1か月間の短期契約で採用される。その後、正社員に採用され、約5年間に渡りPRの仕事を務めた。
PRの仕事から離れた後は、ウェブ制作やデジタル施策キャンペーンのプランニング等を行うクリエイティブエージェンシーに転職し、コミュニケーションマネージャーを経て、フリーランスで活動。ファッションとデジタルを繋ぐ橋渡し役として、デジタルコミュニケーションのPR、コンサルティングに従事する。また、記事執筆、セミナー等をこなすほか、京都精華大学ポピュラーカルチャー学部で講師を務める。
2015年10月、株式会社スパイスボックスが立ち上げた"デジタルテクノロジー×ファッション"に特化した日本初のウェブマガジン『DiFa』(ディーファ) の編集長就任。。2016年4月退任。

## NAGISA COSMETICの作品

### ミニアルバム
2004年7月21日リリース。中田ヤスタカプロデュースのミニアルバム。中田ヤスタカのレーベルcontemodeよりリリースされている。
|     | 発売日        | タイトル        | 規格品番   | 収録曲 |
| --- | ------------- | --------------- | ---------- | --- |
| 1st | 2004年7月21日 | NAGISA COSMETIC | YCCW-50002 | 1. welcome 2. Cosmetic Happy 3. Life balance 4. C.o.s.m.e.t.i.c.music 5. strawberry short-Cut 6. retort 7. I am a computer |